# Qabaqtəpə
Qabaqtəpə è un comune dell'Azerbaigian situato nel distretto di Daşkəsən. Conta una popolazione di 788 abitanti.